# Planigale
Planigale é um gênero de marsupial da família Dasyuridae.

## Espécies
- Planigale gilesi Aitken, 1972
- Planigale ingrami (Thomas, 1906)
- Planigale maculata (Gould, 1851)
- Planigale novaeguineae Tate & Archbold, 1941
- Planigale tenuirostris Troughton, 1928